# آلوان (موسیقی‌دان)

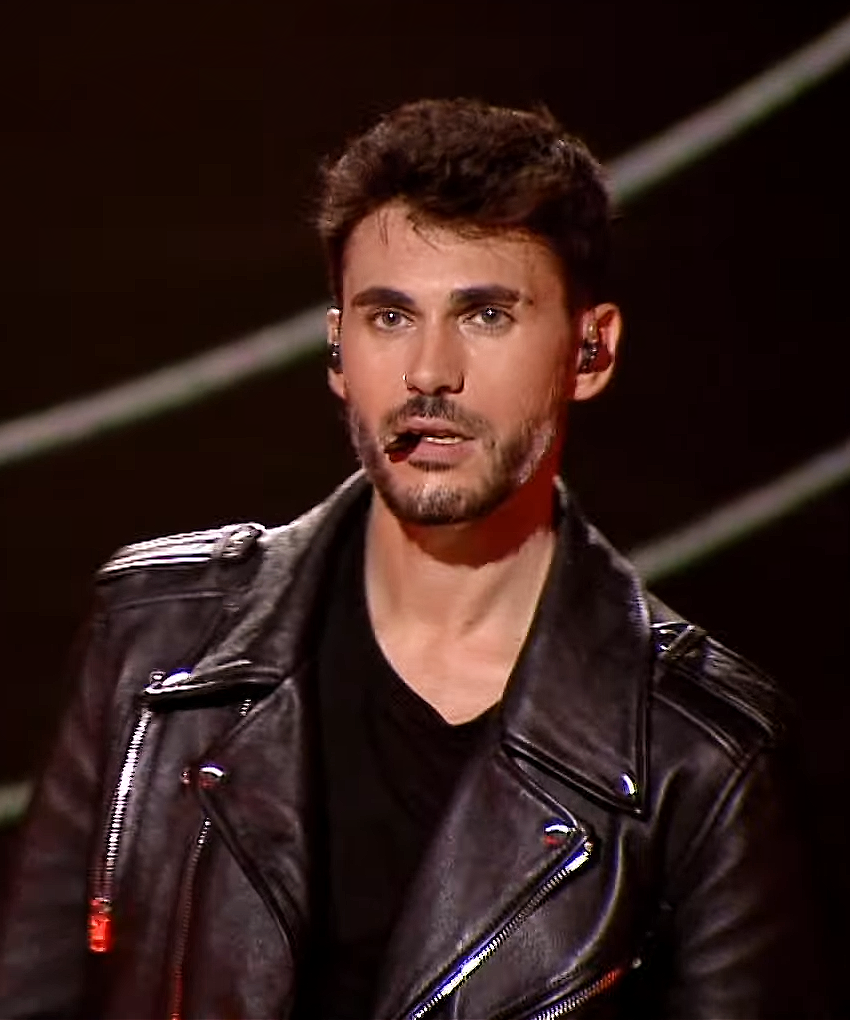
آلوان در سال 2022 میلادی

آلوان (به انگلیسی: Alvan) (زاده ۱۷ مارس ۱۹۹۳) موسیقی‌دان فرانسوی است.
او نماینده فرانسه در یوروویژن ۲۰۲۲ بود.